# Осада Никеи (1097)
Осада Никеи происходила с 14 мая по 19 июня 1097 года во время 1-го крестового похода.

## Никея
Никея, современный город Изник на северо-западе Турции, занимала выгодное географическое положение. Город стоял на восточном берегу Асканского озера, что благоприятствовало развитию торговых отношений с соседями. С другой стороны его защищали горы — естественное препятствие на пути возможных захватчиков. Плодородные окрестности были богаты лесами. Кроме того, Никея, стены которой по свидетельству Стефана Блуаского охраняло около трёхсот башен, была хорошо укреплена:
| |
| \| … город защищен крепостными стенами, перед которыми были вырыты всегда заполненные водой рвы, которая поступает туда из ручьев и маленьких речушек, представляющие собой значительное препятствие для всех тех, кто намеревался осаждать город. Далее, в городе было многочисленное и воинственное население; толстые стены, высокие башни, находящиеся совсем близко друг от друга, соединённые между собой сильными укреплениями, дали городу славу неприступной крепости[2]. \| |
| … город защищен крепостными стенами, перед которыми были вырыты всегда заполненные водой рвы, которая поступает туда из ручьев и маленьких речушек, представляющие собой значительное препятствие для всех тех, кто намеревался осаждать город. Далее, в городе было многочисленное и воинственное население; толстые стены, высокие башни, находящиеся совсем близко друг от друга, соединённые между собой сильными укреплениями, дали городу славу неприступной крепости.          |

Изначально Никея принадлежала Византии, но после начала гражданской войны, в 1077–1078 году её завоевали сельджуки и сделали столицей Румского султаната. Христианская армия во время Крестьянского крестового похода 1096 года разграбила окрестности города, а затем была уничтожена мусульманами. Одержав легкую победу, султан Кылыч-Арслан I решил, что вторая волна крестоносцев не представляет серьёзной угрозы, оставил дома семью и казну и отправился на восток завоевывать у Данишмендов Мелитену в Восточной Анатолии.

## Предшествующие события
К концу XI века, в Западной Европе в силу целого ряда причин (прежде всего экономического и демографического характера) создались предпосылки для крестового похода с целью освобождения Гроба Господня. 26 ноября 1095 года, папа Урбан II, на Клермонском соборе, призвал отправиться на Восток и освободить Иерусалим от владычества мусульман, обещав участникам крестового похода отпущение грехов, охрану семей и имущества и освобождение от долгов. Эта идея охватила все христианские государства Западной Европы. Стихийно организованный поход бедноты окончился полным провалом — практически все его участники были уничтожены сельджуками. Чуть позже выступило феодальное войско норманнских, французских и германских рыцарей. Армия не являлась единым целым, так как каждый феодал привлекал своих вассалов, а возглавляющие их военачальники оспаривали друг у друга лидерство.
Весной 1097 года объединённое войско переправилось через Босфор и высадилось в Азии, при этом руководители похода принесли вассальную присягу византийскому императору Алексею I Комнину на те земли, которые могли быть ими завоёваны.

## Осада
Крестоносцы, к которым примкнули небольшие отряды выживших крестьян-ополченцев во главе со своим вдохновителем Петром Пустынником, выехали из Константинополя в конце апреля 1097 года. Первым 6 мая у стен города оказался Готфрид Бульонский и осадил город с севера. Затем подошли Боэмунд Тарентский, его племянник Танкред (они разбили лагерь на востоке Никеи), Роберт Нормандский, Роберт Фландрский и остальные участники похода. Последними 16 мая прибыли провансальцы Раймунда Тулузского и блокировали город с юга. Однако полностью окружить Никею не удалось. Крестоносцы могли осуществлять контроль только на дорогах, но не на озере, где беспрепятственно циркулировали корабли Никеи.

### Атака сельджуков
21 мая, через неделю после начала осады, к городу подступили сельджуки. Не зная о прибытии графа Тулузского, они собирались атаковать крестоносцев с юга, но неожиданно столкнулись с провансальскими воинами, на помощь которым вскоре подоспели отряды Роберта Фландрского, Боэмунда Тарентского и Готфрида Бульонского. В завязавшемся бою христиане одержали победу, потеряв убитыми около 3000 воинов, а сарацины оставили на поле боя 4000 убитых. Затем, желая запугать противника, крестоносцы «зарядили метательные машины большим количеством голов убитых врагов и перекинули их в город».

Крестоносцы забрасывают за стены Никеи головы убитых врагов (миниатюра, конец XIII века)

### Попытки штурма
На протяжении нескольких недель крестоносцы неоднократно пытались проломить стены Никеи и взять город. Однако ни один штурм не увенчался успехом, несмотря на то, что при атаках они применяли военные машины — построенные под руководством графа Тулузского баллисты и осадную башню. Гийом Тирский оставил описание башни:
| |
| \| Эта машина была сделана из дубовых балок, соединенных между собой мощными поперечинами, и давала убежище двадцати сильным рыцарям, которые помещались там, чтобы сделать подкоп под стены, так, что они казались защищенными ото всех стрел и всяких метательных снарядов, даже самых больших скал[2]. \| |
| Эта машина была сделана из дубовых балок, соединенных между собой мощными поперечинами, и давала убежище двадцати сильным рыцарям, которые помещались там, чтобы сделать подкоп под стены, так, что они казались защищенными ото всех стрел и всяких метательных снарядов, даже самых больших скал.          |

Осадную башню подвели к Гонату — наиболее уязвимой башне Никеи, которая была повреждена ещё во времена императора Василия II. Крестоносцам удалось сильно накренить её — «вместо вынутых камней они заложили деревянные балки» и подожгли их. Но затем мусульмане, которые со стен забрасывали крестоносцев камнями, сумели разрушить осадную башню, и, развалившись, она погребла под своими обломками всех находившихся внутри воинов.

### Помощь Византии
Осада продолжилась, не принося особых плодов. Христианам по-прежнему не удавалось взять под контроль Асканское озеро, по которому у них на глазах осажденным доставляли «все виды припасов и всякую помощь». Отрезать Никею со стороны воды удалось лишь после того, как император Алексей Комнин отправил в помощь крестоносцам флот в сопровождении отряда под командованием военачальников Мануила Вутумита и Татикия. Суда привезли на повозках 17 июня, спустили на воду и таким образом перекрыли осажденным доступ к озеру. После этого крестоносцы вновь взялись за оружие и с новыми силами начали атаковать город. Противоборствующие армии забрасывали друг друга градом стрел и камней, крестоносцы пытались пробить стену с помощью тарана.
Тем временем Мануил Вутумит по приказу Алексея Комнина договорился с осажденными о сдаче города и сохранил эту договоренность в секрете от крестоносцев. Император не доверял предводителям похода. Он справедливо подозревал, что им будет сложно удержаться от соблазна нарушить данное ему в Константинополе обещание передавать завоеванные города Византии. 19 июня, когда согласно плану императора, Татикий и Мануил вместе с крестоносцами штурмовали стены Никеи, осажденные неожиданно прекратили сопротивление и сдались, пустив в город отряды Мануила Вутумита — со стороны казалось, что победа была одержана только благодаря усилиям византийской армии.
Узнав, что византийцы заняли город и взяли горожан под защиту императора, крестоносцы пришли в негодование, так как рассчитывали разграбить Никею и пополнить тем самым запасы денег и продовольствия:
| |
| \| … народ паломников и все простые воины, которые в течение всей осады трудились с таким усердием, надеялись получить в качестве трофеев имущество плененных, возместив, тем самым, затраты и многочисленные потери, которые они испытали. Также они рассчитывали присвоить себе все то, что они найдут в пределах города и увидев, что никто не предоставляет им соответствующее возмещение их тягот, что император забрал себе в казну все то, что должно было принадлежать им согласно договору, пришли в ярость от всего этого до такой степени, что уже начали жалеть о совершенных во время путешествия своих трудах и затратах стольких сумм денег, поскольку, по их мнению, они не извлекли от всего этого никакой выгоды[2]. \| |
| … народ паломников и все простые воины, которые в течение всей осады трудились с таким усердием, надеялись получить в качестве трофеев имущество плененных, возместив, тем самым, затраты и многочисленные потери, которые они испытали. Также они рассчитывали присвоить себе все то, что они найдут в пределах города и увидев, что никто не предоставляет им соответствующее возмещение их тягот, что император забрал себе в казну все то, что должно было принадлежать им согласно договору, пришли в ярость от всего этого до такой степени, что уже начали жалеть о совершенных во время путешествия своих трудах и затратах стольких сумм денег, поскольку, по их мнению, они не извлекли от всего этого никакой выгоды.          |

По приказу Мануила Витумита крестоносцам разрешали посещать Никею группами не более чем из десяти человек. Важных пленников — семью Кылыч-Арслана — отправили в Константинополь и впоследствии освободили без выкупа. Чтобы смягчить гнев крестоносцев, император одарил их деньгами и дал лошадей, но те все равно остались недовольны и полагали, что добыча могла быть гораздо больше, если бы они захватили Никею сами. Также Мануил настоял, чтобы те из них, кто избежал присяги в Константинополе, поклялись Алексею в верности. Танкред Тарентский долго не принимал эти условия, но в конце концов и он, и Боэмунд были вынуждены принести присягу.

## После победы
Крестоносцы выдвинулись из Никеи 26 июня 1097 года и направились дальше на юг, к Антиохии. В авангарде шли Боэмунд Тарентский, Танкред, Роберт Нормандский и Роберт Фландрский. Замыкали движение Готфрид Бульонский, Раймунд Тулузский, Балдуин Булонский, Стефан Блуаский и Гуго Вермандуа. Кроме того Алексей Комнин отправил в поход своего представителя Татикия, чтобы тот проследил за соблюдением договора о передаче мусульманских городов Византии.
Падение Никеи подняло боевой дух крестоносцев. Воодушевлённый победой Стефан Блуаский писал жене Адели, что рассчитывает через пять недель оказаться у стен Иерусалима. 1 июля христианская армия окончательно разбила Кылыч-Арслана в битве при Дорилее, а в октябре осадила Антиохию. Здесь удача отвернулась от крестоносцев. Осада затянулась на долгих восемь месяцев, и к Иерусалиму они подошли только спустя два года после отбытия из Никеи.